# Kanton Heuchin
Kanton Heuchin (francouzsky Canton d'Heuchin) byl francouzský kanton v departementu Pas-de-Calais v regionu Nord-Pas-de-Calais. Tvořilo ho 32 obcí. Zrušen byl po reformě kantonů 2014.

## Obce kantonu
- Anvin
- Aumerval
- Bailleul-lès-Pernes
- Bergueneuse
- Bours
- Boyaval
- Conteville-en-Ternois
- Eps
- Équirre
- Érin
- Fiefs
- Fleury
- Floringhem
- Fontaine-lès-Boulans
- Fontaine-lès-Hermans
- Hestrus
- Heuchin
- Huclier
- Lisbourg
- Marest
- Monchy-Cayeux
- Nédon
- Nédonchel
- Pernes
- Prédefin
- Pressy
- Sachin
- Sains-lès-Pernes
- Tangry
- Teneur
- Tilly-Capelle
- Valhuon